# Miwon Kwon
Miwon Kwon är en amerikansk konstvetare, teoretiker och konstkurator av sydkoreanskt ursprung. Hon är för tillfället biträdande professor i konsthistoria vid University of California, Los Angeles. Hennes mest kända verk är One Place After Another: Site-Specific Art and Locational Identity som behandlar relationen mellan konsten och den "plats" (site/place) den intar/upptar.

## Bakgrund och utbildning
Tio år gammal flyttade Kwon till Washington DC i USA där hennes far var stationerad utrikeskorrespondent. Efter att ha tagit en kandidatexamen i arkitektur vid UC Berkeley i Kalifornien återvände Miwon Kwon 1983 till Seoul, en stad som vid denna tid genomgick en intensiv modernisering inför de kommande olympiska sommarspelen 1988.
Det faktum att hela bostadsområden rivits ned för att ge plats åt moderna skyskrapor ledde till att Kwon bestämde sig för att fotografera det som återstod av ett tidigare koreanskt stadsliv, bilder som senare kom att ligga till grund för hennes masteruppsats i fotografi. När fotografierna i samband med detta visades i en utställning på UC Berkeley väckte de starka reaktioner hos de andra koreanska studenterna på universitetet. Till skillnad från Kwon, som ville visa på en koreansk värld som gått förlorad, menade de koreanska studenterna att Kwon visade upp Sydkoreas sämsta sidor. Den diskussion som fotografierna gav upphov till kom att ligga till grund för Miwon Kwons intresse för relationen mellan en plats (place) och kulturell identitet (cultural identity), och sedermera hennes kommande forskning kring konst som både definierar, och definieras av den plats den upptar.

## Akademisk gärning
1998 tog Miwon Kwon sin PhD i Arkitekturhistoria och teori på Princeton University, och började samma år undervisa på UCLA i konstvetenskap med inriktning på samtida konst (post-1945). Hennes forskning och skrivande spänner över flera discipliner, exempelvis samtida konst, arkitektur, offentlig konst och urban studies. Hon var medgrundare och förläggare av Documents, en tidskrift om konst, kultur och kritik mellan åren 1992 och 2004, och är 2013 i the advisory board på October magazine.
Miwon Kwon är författare till boken One Place After Another: Site-Specific Art and Locational Identity, som grundar sig på hennes doktorsavhandling vid School of Architecture vid Princeton University 1998, som hon skrev under ledning av Rosalyn Deutsche, Hal Foster och Mark Wigley.
Utöver detta är Miwon Kwon författare till flera längre essäer om samtida konstnärer som Francis Alÿs, Michael Asher, Cai Guo-Qiang, Jimmie Durham, Felix Gonzalez-Torres, Barbara Kruger, Christian Marclay, Ana Mendieta, Josiah McElheny, Christian Philipp Müller, Gabriel Orozco, Jorge Pardo, Richard Serra, James Turrell, and Do Ho Suh. 2013 arbetar Miwon Kwon på en bok om konstnären Felix Gonzalez-Torres arbete.
Miwon Kwon har flerårig erfarenhet även vad gäller utställningsarbete, bland annat från Whitney Museum of American Art under det tidiga 1990-talet. Hennes senaste utställning var en historisk utställning producerad i samarbete med Philipp Kaiser, “Ends of the Earth: Land Art to 1974”, som visades på Museum of Contemporary Art i Los Angeles och på Haus der Kunst i München, Tyskland.

## One Place After Another: Site-Specific Art and Locational Identity
Miwon Kwons bok One Place After Another: Site-Specific Art and Locational Identity tar avstamp i den platsspecifika konst (site-specific) som vid slutet av 1960-talet avsade sig modernismens anspråk på total autonomi och universalitet och tog spjärn emot den ökande kommersialiseringen av konsten, till förmån för en platsbunden mer kontextbaserad konst. I boken följer Miwon Kwon den platsspecifika konstens vidare utveckling genom 1970- och 1980-talet, en tid då det platsspecifika bland annat smälter samman med land art, performance, konceptuell konst, installation, institutionell kritik, community-baserad konst och offentlig konst, men fortfarande behåller det starka bandet mellan verket och dess kontext. Genom en kritisk historisk genomgång når Miwon Kwon fram till den punkt där det platsspecifika i sig börjar ifrågasättas och problematiseras till förmån för nya former och läsningar av det platsspecifika. Boken undersöker och landar i det platsspecifika som ett komplext och instabilt chiffer av relationer mellan plats och identitet i ett senkapitalistiskt samhälle.